# Damián van der Vaart
Damián van der Vaart (* 28. Mai 2006 in Zaanstad) ist ein niederländischer Fußballspieler. Er kann sowohl als zentraler als auch als offensiver Mittelfeldspieler, aber auch als rechter Außenstürmer eingesetzt werden. Seit 2023 spielt er bei Ajax Amsterdam, wo er seit 2025 für die zweite Mannschaft zum Einsatz kommt.

## Hintergrund
Damián van der Vaart wurde 2006 in Nordholland als Sohn des Fußballprofis und niederländischen Nationalspielers Rafael van der Vaart und dessen damaliger Frau Sylvie Meis geboren. Er wuchs hauptsächlich in Hamburg auf, weil sein Vater von 2005 bis 2008 und von 2012 bis 2015 beim Hamburger SV unter Vertrag stand. Nach der Trennung seiner Eltern lebte er abwechselnd bei seiner Mutter in Hamburg und in Dänemark, wo sein Vater ab 2016 spielte.

## Verein
2012 trat der sechsjährige Damián der Jugend des SC Victoria Hamburg bei. Im September 2017 spielte er, mittlerweile elf Jahre, bei einer öffentlichen Sichtung mit 250 Kindern des Jahrganges 2006 vor den Scouts des Deutschen Fußball-Bundes vor und durfte daraufhin am Sondertraining teilnehmen. Danach trainierte er auch regelmäßig in den Jugendteams des Hamburger SV. Sein Vater spielte ab 2018 beim dänischen Erstligisten Esbjerg fB, beendete aber kurze Zeit später seine Karriere, ist aber in Esbjerg geblieben. 2020 zog Damian schließlich zu seinem Vater nach Dänemark und trat der Jugendabteilung von Esbjerg fB bei. Im Mai 2021 unterschrieb er einen Vertrag bis 2023.
Im September 2023 unterschrieb van der Vaart bei Ajax Amsterdam und kam dort für die Jugendmannschaft zum Einsatz. Am 8. August 2025 kam er bei der 0:2-Niederlage im Zweitligaspiel beim FC Den Bosch zu seinem ersten Spiel für die zweite Mannschaft „Jong Ajax“.

## Nationalmannschaft
Damián van der Vaart nahm am Lehrgang der niederländischen U16-Nationalmannschaft teil, kam aber nie in einem Länderspiel zum Einsatz. Im Februar 2023 wurde er für den Kader der niederländischen U17-Junioren für das Freundschaftsspiel gegen Luxemburg nominiert.